# Pforzheimer Hütte
Die Pforzheimer Hütte, auch Adolf-Witzenmann-Haus, ist eine Alpenvereinshütte der Sektion Pforzheim des Deutschen Alpenvereins in 2308 m ü. A. Höhe im Gleirschtal in den Stubaier Alpen nahe der Ortschaft St. Sigmund im Sellrain.

## Geschichte
Die Hütte wurde am 5. September 1926 nach zweijähriger Bauzeit für 126.000,00 RM (Reichsmark) = 35.000,00 € als Neue Pforzheimer Hütte eingeweiht. Im Jahr 1968 wurde die Hütte mit einer neuen WC-Anlage mit Waschräumen und einem Anbau für die Heizungsanlage und einen Winterraum erweitert. Ebenso wurde eine Warmluftheizung mit Ölofen installiert (Kosten: 1.455.562,00 ÖS = 225.512,00 DM = 115.175,00 €). Bis zu diesem Zeitpunkt wurde die Hütte im Sommer- wie Winterbetrieb nur mit Holz und Kohle beheizt. Der Winterraum war ganzjährig geöffnet.
Um die Hüttenversorgung zu verbessern wurde 1974 eine Tal- und Bergstation errichtet und eine 620 Meter lange Materialseilbahn vom Gleirschbach zur Hütte montiert. Somit war es möglich, mit einem geländegängigen Fahrzeug bis auf 2.133 m zu fahren und in Gebinden von 250 kg Waren, Getränke und sonstige Materialien zur Pforzheimer Hütte (2.308 m) zu transportieren (Kosten: 550.000,00 ÖS = 85.000,00 DM = 43.500,00 €).
Bis 1984 wurde auf der Neuen Pforzheimer Hütte der Strom über einen Dieselgenerator erzeugt. Hierbei wurde bei einem Wirkungsgrad von ca. 30 % aus 100 kW Motorleistung ca. 35 kW elektrischer Strom erzeugt. Mit der Errichtung einer Wasserkraftanlage im Jahr 1984 wurde durch Wasserkraft im Sommer 35 kW Strom erzeugt und im Winter wurde mit Gas gekocht und das Dieselaggregat lieferte zeitweise Strom.
In den Jahren 1992 bis 1994 wurde ein Anbau errichtet, um die behördlichen Auflagen zu erfüllen. In dem Anbau wurden eine neue Küche, Waschräume mit WC für Damen und Herren eine Pächterwohnung sowie ein Personalzimmer untergebracht. Ebenso wurden ein Vorratskeller und ein Wirtschaftsraum eingerichtet sowie eine Drei-Kammer-Kläranlage installiert (Kosten: 7.385.300,00 ÖS = 1.145.000,00 DM = 585.000,00 €).
In den Jahren 2012 bis 2016 wurde die Gebäudetechnik in allen Bereichen der Hütte modernisiert. Eine neue Energie- und Elektroanlage wurde eingebaut, eine neue Warmwasserheizung mit einer neuen Trinkwasserverteilung installiert, alle Schlafbereiche modernisiert und renoviert. Eine Kläranlage mit Fettabscheider und biologischer Nachklärung rundete die Baumaßnahmen ab. Die Stromerzeugung im Winter wurde auf eine mit heimischem Pflanzenöl betriebene Blockheizkraftanlage (BHKW) umgestellt. Der Wirkungsgrad liegt bei 96 %. Die Stromerzeugung wurde durch eine Photovoltaikanlage mit 12 kW ergänzt. Eine große Pufferbatterie sichert ganztägig die Stromversorgung im Sommer- und im Winterbetrieb. Die Küche wurde mit professionellen Kochgeräten und Kücheneinrichtungen aus Edelstahl ergänzt.
Heute ist das Berghaus über eine SAT-Anlage ans Internet angebunden und über WLAN können sich die Gäste ins Internet einloggen. Neue Brandschutztüren und eine Brandmeldeanlage gewährleisten, dass die Anforderungen an eine Berghütte im 21. Jahrhundert erfüllt werden. Seit 2012 wurde der Name auf „Pforzheimer Hütte“ umbenannt und im Jahr 2016 das Umweltgütesiegel verliehen (Kosten: 575.000,00 €).

## Galerie

Neue Pforzheimer Hütte (1932)
Skigelände an der Hütte (1932)
Weg zur Hütte (1932)

## Zugänge
- Von St. Sigmund im Sellrain (1513 m) in einer Gehzeit von 2½ Stunden.

## Übergänge
- Zur Schweinfurter Hütte (2028 m) über das Gleirschjöchl (2751 m) in einer Gehzeit von 4 Stunden.
- Zum Westfalenhaus (2276 m)
  - über das Satteljoch (2735 m) und weiter über Praxmar - Lisens in einer Gehzeit von 5 Stunden oder
  - über die Zischgenscharte (2936 m) in einer Gehzeit von 4½ bis 5 Stunden.
- Zur Winnebachseehütte (2361 m) über die Roßkarscharte (3053 m) in einer Gehzeit von 6 Stunden. Es handelt sich um eine hochalpine Tour.

## Gipfeltouren
- Samerschlag oder Metzgersteinhöhe (2831 m), Gehzeit: 2½ Stunden
- Zischgeles (3004 m), Gehzeit: 3½ Stunden
- Zwieselbacher Rosskogel (3082 m), Gehzeit: 3 bis 3½ Stunden
- Gleirscher Rosskogel (2994 m), Gehzeit: 2½ Stunden
- Rotgrubenspitze (3040 m), Gehzeit: 3 Stunden
- Grubenwand (3165 m), Gehzeit: 4½ Stunden
- Überschreitung Zwieselbacher Grieskogel - Sonnwandspitzen - Gleirscher Fernerkogel (3194 m), Gehzeit: 5 Stunden
- Lampsenspitze (2875 m), Gehzeit: 3 Stunden
- Schöntalspitze (3008 m), Gehzeit: 3½ Stunden
- Haidenspitze (2975 m), Gehzeit: 3 Stunden

## Karte
- Alpenvereinskarte 1:25.000, Blatt 31/2, Stubaier Alpen, Sellrain